# المشاركة العربية في الألعاب الأولمبية الصيفية 2012
شاركت جميع الدول العربية الـ22 في دورة الألعاب الأولمبية الصيفية لسنة 2012، بوفود قوامها 458 رياضياً من أصل قرابة 10,500 شاركوا في الألعاب.

## التطورات
حققت تونس نقلة نوعية في سنة 2012 بمشاركتها في الألعاب الأولمبية (وهي أول مشاركة لها بعد الثورة)، حيث مثلها 81 لاعباً في 17 رياضة، ومن بين هذه الرياضيات ثلاث جماعية للمرة الأولى، هي كرة اليد والسلة والطائرة، وهي أكبر مشاركة لها في تاريخها كله. وقد أنفقت وزارة الرياضة التونسية قرابة مليون دولار لتدريب اللاعبين استعداداً للحدث. كما شاركت الجزائر بـ39 لاعباً وفي عدة رياضات بينها كرة اليد، وإحدى هؤلاء ليا موتوسامي (14 سنة) أصغر المشاركات برياضة المبارزة في الألعاب الأولمبية. وأما المغرب فقد خصصت ثلاث سنوات قبل الألعاب 380 مليون درهم مغربي لتجهيز رياضييها للألعاب الأولمبية. وأما فلسطين فهي تعتبر مشاركتها رمزية كاستعداد لدورة سنة 2016، وأطلقت اللجنة الأولمبية الفلسطينية على هذه الدورة: «عام الاستحقاق الأولمبي - فلسطين الدولة.. فلسطين الاستحقاق».
شهدت هذه الدورة نقلة نوعية في المشاركة العربية، إذ سمحت دولتان عربيَّتان مشاركة نسائية في الألعاب للمرة الأولى في تاريخهما، هما السعودية وقطر، مما جذب إلى حد كبير اهتمام الإعلام العربي والعالمي.

## أصحاب الميداليات

العداء الجزائري مخلوفي اثناء وصوله لخط النهاية

| الميدالية | اسم                                                          | الرياضة          | الحدث                 | موعد     |
| --------- | ------------------------------------------------------------ | ---------------- | --------------------- | -------- |
| ذهبية     | حبيبة الغريبي                                                | ألعاب القوى      | 3000 متر موانع        | 6 أغسطس  |
| ذهبية     | توفيق مخلوفي                                                 | ألعاب القوى      | 1500 متر سباق رجال    | 7 أغسطس  |
| ذهبية     | أسامة الملولي                                                | السباحة          | 10 كم ماراثون         | 10 أغسطس |
| ذهبية     | مريم جمال                                                    | ألعاب القوى      | 1500 متر سباق سيدات   | 10 أغسطس |
| فضية      | علاء الدين أبو القاسم                                        | مبارزة سيف الشيش | فردي الشيش            | 31 يوليو |
| فضية      | كرم جابر                                                     | المصارعة         | 84 كجم مصارعة رومانية | 6 أغسطس  |
| فضية      | عبير عبد الرحمن                                              | رفع أثقال        | سيدات وزن 75 كجم      | 3 اغسطس  |
| برونزية   | طارق يحيى                                                    | رفع أثقال        | رجال وزن 85 كجم       | 3 اغسطس  |
| برونزية   | ناصر العطية                                                  | الرماية          | أطباق السكيت          | 31 يوليو |
| برونزية   | أسامة الملولي                                                | السباحة          | 1500 متر سباحة حرة    | 4 أغسطس  |
| برونزية   | رمزي الدهامي عبد الله آل سعود كمال باحمدان عبد الله الشربتلي | فروسية           | قفز الحواجز           | 6 أغسطس  |
| برونزية   | فهيد الديحاني                                                | رماية            | الحفرة                | 6 أغسطس  |
| برونزية   | معتز عيسى برشم                                               | ألعاب القوى      | الوثب العالي          | 7 أغسطس  |
| برونزية   | عبد العاطي إيكدير                                            | ألعاب القوى      | 1500 متر سباق رجال    | 7 أغسطس  |

## مراكز الدول العربية
| الترتيب | منتخب    | ذهبية | فضية | برونزية | المجموع |
| ------- | -------- | ----- | ---- | ------- | ------- |
| 45      | تونس     | 2     | 0    | 1       | 3       |
| 50      | الجزائر  | 1     | 0    | 0       | 1       |
| 58      | مصر      | 0     | 3    | 1       | 4       |
| 75      | قطر      | 0     | 0    | 2       | 2       |
| 79      | البحرين  | 0     | 0    | 1       | 1       |
| 79      | السعودية | 0     | 0    | 1       | 1       |
| 79      | الكويت   | 0     | 0    | 1       | 1       |
| 79      | المغرب   | 0     | 0    | 1       | 1       |
| المجموع | المجموع  | 3     | 2    | 8       | 14      |

## المشاركون
كان عدد الرياضيين العرب المشاركين في الألعاب الأولمبية لسنة 2012 كالاَتي:
- مصر (113)
- تونس (83)
- المغرب (63)
- الجزائر (39)
- الإمارات العربية المتحدة (26)
- السعودية (19)
- البحرين (12)
- قطر (12)
- الكويت (10)
- سوريا (10)
- لبنان (10)
- الأردن (9)
- العراق (8)
- جيبوتي (5)
- ليبيا (5)
- فلسطين (5)
- السودان (5)
- سلطنة عمان (4)
- اليمن (4)
- جزر القمر (3)
- موريتانيا (2)
- الصومال (2)